# Best of Crystal Kay
Pour les articles homonymes, voir Best of.
Albums de Crystal Kay
Color Change!
(2008) Spin the Music
(2010)
Compilations par Crystal Kay
CK5
(2004) Love Song Best
(2011)
Best of Crystal Kay est la 3ecompilation de la chanteuse Crystal Kay, sorti sous le label Sony Music Entertainment Japan le 2 septembre 2009 au Japon. Elle atteint la 3e place du classement de l'Oricon. Elle se vend à 87 669 exemplaires la première semaine et reste classé pendant 14 semaines, pour un total de 155 799 exemplaires vendus. Elle sort pour commémorer les 10 ans de carrière de la chanteuse. Elle contient toutes les faces-A de ces singles sauf de Teenage Universe ~Chewing Gum Baby, Shadows of Desire, et Bye My Darling!, il y a aussi quelques chansons de ses albums. Le 3e CD de l'édition limitée contient quatre chansons inédites.

## Liste des titres
| 1.  | Boyfriend -part II-                                             | 5:00 |
| 2.  | Eternal Memories                                                | 5:09 |
| 3.  | Komichi no Hana (こみちの花)                                    | 4:02 |
| 4.  | Darling P.P.P. (ダーリンP.P.P.)                                 | 4:02 |
| 5.  | Girl's Night                                                    | 4:30 |
| 6.  | Ex-Boyfriend feat. VERBAL (M-Flo)                               | 5:12 |
| 7.  | LOST CHILD                                                      | 6:37 |
| 8.  | Tsuki no Nai Yoru, Michi no Nai Basho (月のない夜 道のない場所) | 4:24 |
| 9.  | A Song For You                                                  | 4:41 |
| 10. | Think of U                                                      | 4:55 |
| 11. | Hard to Say                                                     | 4:50 |
| 12. | Girl U Love                                                     | 4:26 |
| 13. | Kataomoi (片想い)                                               | 4:23 |
| 14. | I LIKE IT (Crystal Kay loves M-Flo)                             | 5:44 |
| 15. | Candy                                                           | 4:22 |
| 16. | Can't be Stopped                                                | 4:28 |

| 1.  | Koi ni Ochitara (恋におちたら)             | 4:29 |
| 2.  | Motherland                                 | 4:30 |
| 3.  | Tears                                      | 5:01 |
| 4.  | Kiss                                       | 5:28 |
| 5.  | Two As One (Crystal Kay × CHEMISTRY)       | 3:45 |
| 6.  | I Know                                     | 4:23 |
| 7.  | Kirakuni                                   | 4:16 |
| 8.  | Namida ga Afurete mo (涙があふれても)      | 5:10 |
| 9.  | Kitto Eien ni (きっと永遠に)               | 5:01 |
| 10. | Konna ni Chikaku de... (こんなに近くで...) | 4:03 |
| 11. | Anata no Soba de (あなたのそばで)          | 4:32 |
| 12. | Dream World                                | 3:46 |
| 13. | Namida no Saki ni (涙のさきに)             | 3:50 |
| 14. | One                                        | 4:06 |
| 15. | Kaerimichi (帰り道)                        | 4:19 |
| 16. | Girlfriend feat.BoA                        | 3:42 |

| 1. | Over and Over                         | 5:05 |
| 2. | Step by Step                          | 4:00 |
| 3. | Private Dancers feat. Mummy-D & KREVA | 6:02 |
| 4. | Helpless Night feat. Jin Akanishi     | 4:24 |